# Orthosia selloana
Orthosia selloana är en oleanderväxtart som först beskrevs av Eugène Pierre Nicolas Fournier, och fick sitt nu gällande namn av Liede och Meve. Orthosia selloana ingår i släktet Orthosia och familjen oleanderväxter. Inga underarter finns listade i Catalogue of Life.